# Ибрагим, Абдулла
Абдулла Ибрагим (англ. Abdullah Ibrahim, имя при рождении Адольф Йоханнес Бранд англ. Adolph Johannes Brand; 9 октября 1934 года, известный как Доллар Бранд англ. Dollar Brand) — южноафриканский пианист и композитор. Его музыка отражает многие музыкальные влияния его детства в многокультурных портовых районах Кейптауна, начиная от традиционных африканских песен до госпела, африканской методистской епископальной церкви и раги, до более современного джаза и других западных стилей. Ибрагим считается ведущей фигурой в поджанре кейп-джаза. В джазе его музыка особенно отражает влияние Телониуса Монка и Дюка Эллингтона. Он особенно известен «Mannenberg», джазовой пьесой, которая стала заметным гимном против апартеида.
В эпоху апартеида в 1960-х годах Ибрагим переехал в Нью-Йорк и, за исключением краткого возвращения в ЮАР в 1970-х годах, оставался в изгнании до начала 1990-х годов. На протяжении десятилетий он много гастролировал по миру, выступая на крупных площадках как сольный исполнитель или играя с другими известными музыкантами, включая Макса Роуча, Карлоса Уорда и Рэнди Вестона, а также сотрудничая с классическими оркестрами в Европе.
У Ибрагима и его жены, джазовой певицы Сатимы Беа Бенджамин, двое детей, среди которых — нью-йоркский андеграундный рэпер Джин Грэй.

## Биография
Ибрагим родился 9 октября 1934 года в Кейптауне, и был крещен как Адольф Йоханнес Бранд. Он учился в средней школе Трафальгар в Шестом округе Кейптауна и начал уроки игры на фортепиано в возрасте семи лет, а его профессиональный дебют состоялся в 15 лет. Он имеет смешанное расовое происхождение (мелези), что делает его цветным человеком согласно системе апартеида. Его мать играла на фортепиано в церкви, музыкальный стиль который оставил на него влиянием; кроме того, в юности в Кейптауне он научился играть несколько музыкальных жанров, включая мараби, мбакангу и американский джаз. Он стал хорошо известен в джазовых кругах Кейптауна и Йоханнесбурга.
В 1959 и 1960 годах Ибрагим играл с группой «Jazz Epistles» в Софиятауне вместе с саксофонистами Киппи Моекетси и Маккеем Даваше, трубачом Хью Масекелой, тромбонистом Джонасом Гвангвой (все они были в оркестре мюзикла «Кинг-Конг», премьера которого состоялась в Йоханнесбурге в феврале 1959 года), басистом Джонни Герце и барабанщиком Макая Нтшоко; в январе 1960 года шестеро музыкантов отправились в студию Галло и записали первый полноформатный джазовый LP чернокожих южноафриканских музыкантов, Jazz Epistle Verse One, тиражом в 500 экземпляров. Хотя группа избегала явной политической деятельности, правительство апартеида относилось к ней и другим джазовым группам с подозрением и подвергало их суровым преследованиям во время усиления государственных репрессий после расстрела в Шарпевилле в марте 1960 года, и в конечном итоге «Jazz Epistles» распались.

## Начало международной карьеры
Ибрагим переехал в Европу в 1962 году. В феврале 1963 года его будущая жена, Сатима Беа Бенджамин (они поженились в 1965 году), убедила Дюка Эллингтона, который был в Цюрихе, Швейцария, в европейском турне, приехать послушать выступление Ибрагима в составе «The Dollar Brand Trio» в цюрихском «Africana Club». После шоу Эллингтон помог организовать сессию звукозаписи с «Reprise Records». Дюк Эллингтон представляет «The Dollar Brand Trio». Вторая запись трио (также с Эллингтоном и Билли Стрэйхорн на фортепиано), исполняемого с Сатимой в качестве вокалистки, была записана, но оставалась неизданной до 1996 года (A Morning in Paris, под именем Бенджамина). Группа Dollar Brand Trio (с Джонни Герце на бас-гитаре и Макайей Нтшоко на барабанах) впоследствии выступала на многих европейских фестивалях, а также на радио и телевидении.
В 1965 году Ибрагим и Бенджамин переехали в Нью-Йорк, и в том же году он играл на джазовом фестивале в Ньюпорте, за которым последовал первый тур по США; в 1966 году Ибрагим заменял Дюка Эллингтона на пяти концертах, возглавляя оркестр Дюка Эллингтона. В 1967 году грант Фонда Рокфеллера позволил ему учиться в Джульярдской музыкальной школе в Нью-Йорке. Находясь в США, он общался со многими прогрессивными музыкантами, среди которых были Дон Черри, Орнетт Коулман, Джон Колтрейн, Фэроу Сандерс, Сесил Тейлор и Арчи Шепп. По мере того, как в 1960-х и 1970-х годах развивалось Движение чёрной силы, оно оказало влияние на многих друзей и соратников Ибрагима, которые начали рассматривать свою музыку как форму культурного национализма. Ибрагим, в свою очередь, начал включать африканские элементы в свой джаз.

## Возвращение в Южную Африку
В 1968 году Ибрагим ненадолго вернулся в Кейптаун, где в том же году принял ислам (с последующим изменением имени с Доллар Бранд на Абдулла Ибрагим), а в 1970 году совершил паломничество в Мекку.
В начале 1970-х годов он встретил местного продюсера Рашида Валли в магазине пластинок Kohinoor последнего в Йоханнесбурге, и Валли спродюсировал два альбома Ибрагима в последующие годы. Пара выпустила третий альбом в 1974 году под названием «Underground in Africa», в котором Ибрагим отказался от своего финансово неудачного фолк-джаза предыдущих альбомов. Вместо этого новый альбом представлял собой сплав джаза, рок-музыки и популярной музыки Южной Африки и хорошо продавался. Во время записи Underground Ибрагим сотрудничал с «Oswietie», местной группой, в которой были саксофонисты Робби Янсен и Бэзил Кутзее, и которые сыграли большую роль в создании стиля фьюжн альбома. После успеха Underground Ибрагим попросил Кутзее собрать группу поддержки для своей следующей записи: группа, которую собрал Кутзее, включала Янсена, а также других, кто не работал над Underground. В июне 1974 года была записана композиция «Mannenberg» во время одного из визитов Ибрагима обратно в ЮАР, в студии в Кейптауне, и была спродюсирована Рашидом Валли. Трек был записан одним дублем в период коллективной импровизации. Композиция была вдохновлена районом Кейптауна Кейп-Флэтс, куда были отправлены многие из тех, кого насильно выслали из Шестого округа.
Записи, сделанные с Янсеном и Кутзее, включая «Mannenberg» (переименованную в «Capetown Fringe» в американском издании), «Black Lightning»; «African Herbs»; и «Soweto Is Where It Is At» — звуки, которые отражали и говорили о неповиновении на улицах и в городах Южной Африки — дали толчок жанру музыки, известному как «Cape Jazz». «Mannenberg» стал считаться «неофициальным национальным гимном» Южной Африки и музыкальной темой движения против апартеида. Саксофонист и флейтист Карлос Уорд был аккомпаниатором Ибрагима в дуэтах в начале 1980-х годов. Через несколько лет после выхода «Манненберга» (вышел в 1974 году) южноафриканская полиция открыла огонь по протестующим детям во время восстания в Соуэто, которое началось 16 июня 1976 года; это событие заставило Ибрагима и Бенджамина публично выразить поддержку Африканскому национальному конгрессу, который в то время все еще был запрещен.
Вскоре, вернувшись в США и обосновавшись в Нью-Йорке, Ибрагим и Сатима в 1981 году основали звукозаписывающую компанию Ekapa (что означает «Кейптаун»).
Начиная с 1983 года Ибрагим руководил группой под названием Ekaya (что переводится как «дом»), а также различными трио, время от времени большими группами и другими специальными проектами.

## Работа в кино и на телевидении
Ибрагим написал саундтреки к ряду фильмов, включая «Шоколад» (1988) и «Плевать на смерть» (1990).
25 ноября 1989 года он появился в расширенном выпуске дискуссионного сериала британского телеканала Channel 4 After Dark вместе с Зои Уикомб, Дональдом Вудсом, Шулой Маркс и другими. Ибрагим также принял участие в документальном фильме 2002 года Amandla!: A Revolution in Four-Part Harmony, где он и другие вспоминали дни апартеида; подзаголовок фильма взят из наблюдений, сделанных Ибрагимом.
Ибрагим является героем документальных фильмов «Брат с идеальным моментом» (1987) и «Борьба за любовь» (2005, режиссер Чиро Каппеллари).

## Пост-апартеид
Ибрагим работал как сольный исполнитель, как правило, в непрерывных концертах, которые отражают неудержимый импульс старых исполнителей мараби, классических импрессионистов и отрывки из его музыкальных кумиров — Дюка Эллингтона, Телониуса Монка и Фэтса Уоллера. Он также часто выступает с трио и квартетами и большими оркестровыми группами. В начале 1990-х годов после возвращения в ЮАР его чествовали выступлениями симфонического оркестра, одно из которых было в честь инаугурации Нельсона Манделы на пост президента в 1994 году. Сообщается, что Мандела называл его «нашим Моцартом».
В 1997 году Ибрагим сотрудничал в туре с барабанщиком Максом Роучем, а в следующем году предпринял мировое турне с Мюнхенским радиофилармоническим оркестром.
В 1999 году он основал академию «M7» для южноафриканских музыкантов в Кейптауне и был инициатором создания джазового оркестра Кейптауна, биг-бэнда из 18 музыкантов, созданного в сентябре 2006 года.
Ибрагим продолжает выступать на международном уровне, в основном в Европе, а также время от времени дает концерты в Северной Америке. [ 35 ] Рассматривая его концерт 2008 года в лондонском Barbican Centre – «монументальное» шоу с BBC Big Band, в котором участвовали вокалисты Ян Шоу и Кливленд Уоткисс – Джон Фордхэм из The Guardian упомянул «статус [Ибрагима] как старейшины и государственного деятеля, как африканского Дюка Эллингтона и Телониуса Монка вместе взятых (и его роль как педагога и политического деятеля)».
В 2016 году в Императорском дворце в Йоханнесбурге Ибрагим и Хью Масекела выступили вместе впервые за 60 лет, воссоединив Jazz Epistles в ознаменование 40-й годовщины исторических молодежных демонстраций 16 июня 1976 года.
Рецензируя выступление Ибрагима в июле 2023 года с басистом Ноем Джексоном и флейтистом Кливом Гайтоном в Barbican Centre, Кевин Ле Жандр написал: «Неизменная любовь Ибрагима к отцам-основателям современного джаза становится очевидной с самого начала, когда трио начинает с восторженных версий двух вечных гимнов, «In A Sentimental Mood» Эллингтона и «Giant Steps» Колтрейна, в то время как позже мы угощаемся энергичной интерпретацией «Skippy» Телониуса Монка. Но в то же время именно оригинальные произведения Ибрагима занимают почётное место, показывая, как с 1960-х годов он создает собственные стандарты, которые ярко отражают уравновешенное достоинство африканской культуры и обычаев».

## Награды
В 2007 году Ибрагиму была вручена премия South African Music Lifetime Achievement Award, присуждаемая Recording Industry of South Africa, на церемонии в Сан-Сити.
В 2009 году за свой сольный фортепианный альбом Senzo он получил награду «Лучший исполнитель мужского пола» на 15-й ежегодной церемонии вручения South African Music Awards.
В 2009 году Витватерсрандский университет в Йоханнесбурге присвоил Ибрагиму звание почётного доктора музыки. Также в 2009 году он был награжден национальной наградой ЮАР — Орденом Ихаманги (серебряным) «За выдающийся вклад в искусство, продвижение Южной Африки на международной карте и борьбу с расизмом и апартеидом».
В июле 2017 года Ибрагим был удостоен награды German Jazz Trophy.
В июле 2018 года Национальный фонд искусств (NEA) объявил Абдуллу Ибрагима одним из четырёх получателей стипендий NEA Jazz Masters, которые будут отмечены на концерте 15 апреля 2019 года в Центре исполнительских искусств имени Джона Ф. Кеннеди в Вашингтоне. Награда присуждается в знак признания достижений всей жизни и вручается лицам, внесшим значительный вклад в эту форму искусства; другими получателями в 2019 году стали Боб Дороу, Мария Шнайдер и Стэнли Крауч.